# Onychognathia
Onychognathia är ett släkte av käkmaskar. Onychognathia ingår i familjen Onychognathiidae.
Kladogram enligt Catalogue of Life:
| Onychognathia | \| \| Onychognathia bractearotunda \| \| \| \| \| \| Onychognathia filifera \| \| \| \| \| \| Onychognathia rhombocephala \| \| \| \| |
|               | \| \| Onychognathia bractearotunda \| \| \| \| \| \| Onychognathia filifera \| \| \| \| \| \| Onychognathia rhombocephala \| \| \| \| |
|               | Goannagnathia |
|               | |
|               | Nanognathia |
|               | |
|               | Valvognathia |
|               | |
|               | Vampyrognathia |
|               | |
|               | Onychognathia bractearotunda |
|               | |
|               | Onychognathia filifera |
|               | |
|               | Onychognathia rhombocephala |
|               | |

|  | Onychognathia bractearotunda |
|  |                              |
|  | Onychognathia filifera       |
|  |                              |
|  | Onychognathia rhombocephala  |
|  |                              |